# Exadel
Exadel é uma multinacional estadunidense de tecnologia da informação que tem como foco o desenvolvimento de aplicações de negócios utilizando tecnologias de código aberto. Seu clientes incluem empresas de bancos, imóveis, investimentos, varejo e turismo, como ABN AMRO, AT&T, Bank of America, Bank of Montreal, BTG Pactual, eBay, General Electric, Honeywell, etc.
A Exadel tem uma presença global significativa, com unidades operacionais ao redor do mundo. No Brasil, a companhia possui unidades em Fortaleza e São Paulo. 